# Slabbesz

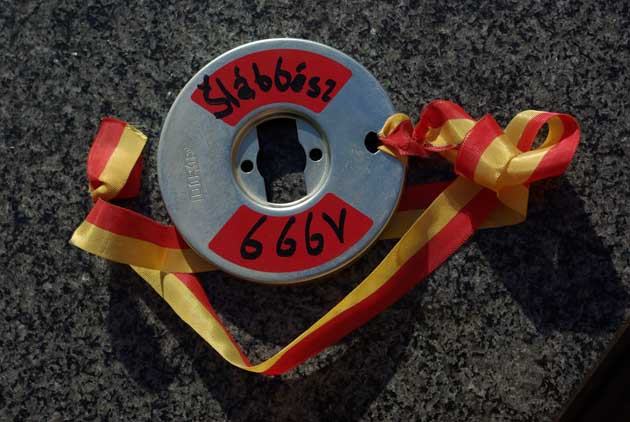
Slabbesz (1999)

Der Slabbesz (geschrieben auch "Szlabbesz" oder "Slabbèsz", ausgesprochen „Schlabbes“) ist ein Hörspielpreis, der alljährlich bei den Österreichischen Hörspieltagen verliehen wird.
Die Internationalen Hörspieltage in der Villa Berging sind ein seit rund 40 Jahren jährlich stattfindendes jährlichen Arbeitstreffen von Autoren, Regisseuren und Redakteuren aus Österreich, Deutschland und der Schweiz. Eingeladen werden Autoren, Regisseure, Komponisten und Dramaturgen, die fertige Produktionen oder noch im Entstehen befindliche Projekte präsentieren.
Begründet wurde der Preis von Jan Rys auf einer Hörspieltagung, die seit 1970 in der mittelburgenländischen Gemeinde Unterrabnitz stattfand. Nach dem Tod des Initiators zogen die Hörspieltage 1988 nach Eisenstadt und von 1989 bis 2002 in die Freistadt Rust. Heute wird der Preis auf den Hörspieltagen des österreichischen Verbandes der Dramatikerinnen und Dramatiker verliehen, die seit 2004 in der Villa Berging im gleichnamigen Ortsteil der niederösterreichischen Gemeinde Neulengbach stattfinden.
Unabdingbare Voraussetzung für die Verleihung eines Slabbesz ist der einhellig starke Beifall der Anwesenden.
Der Preis ist ein Ehrenpreis, ursprünglich in der Gestalt eines Wickelkerns von Tonbändern (englisch Bobby), später in Form einer CD, und wird in den jährlich erscheinenden ARD-Hörspielbüchern aufgeführt.

## Preisträger (Auswahl)
- Žarko Petan
- Pavel Kohout
- Marlene Streeruwitz
- Wolfgang Beck
- Holger Siemann
- Josef Schweikhardt
- Helmut Peschina
- Vintila Ivanceanu
- Eberhard Petschinka
- Renke Korn
- Irene Kabanyi
- Deszö Monoszloy
- Peter Wagner
- Wolfram Lotz
- Maxi Obexer
- Jochen Meißner
- Stefan Kanis
- Robert Woelfl
- Carsten Schneider[2]
- Gerhild Steinbuch[2]
- Robert Schoen[2]
- Ruth Johanna Benrath[3]
- Ulrike Haage[3]
- Andreas Sauter[3]